# Tilia mongolica
Tilia mongolica, mongollind,[källa behövs] är art i familjen malvaväxter som beskrevs av Karl Johann Maximowicz. Det är ett medelstort lövträd som blir upp till 10 m högt. Arten ingår i släktet lindar, och familjen malvaväxter. Inga underarter finns listade i Catalogue of Life. Det naturliga utbredningsområdet är i Mongoliet och norra Kina. Det växer på mellan 1200 och 2000 meters höjd. Mongollind är härdig till växtzon 5 i Sverige.

## Bildgalleri

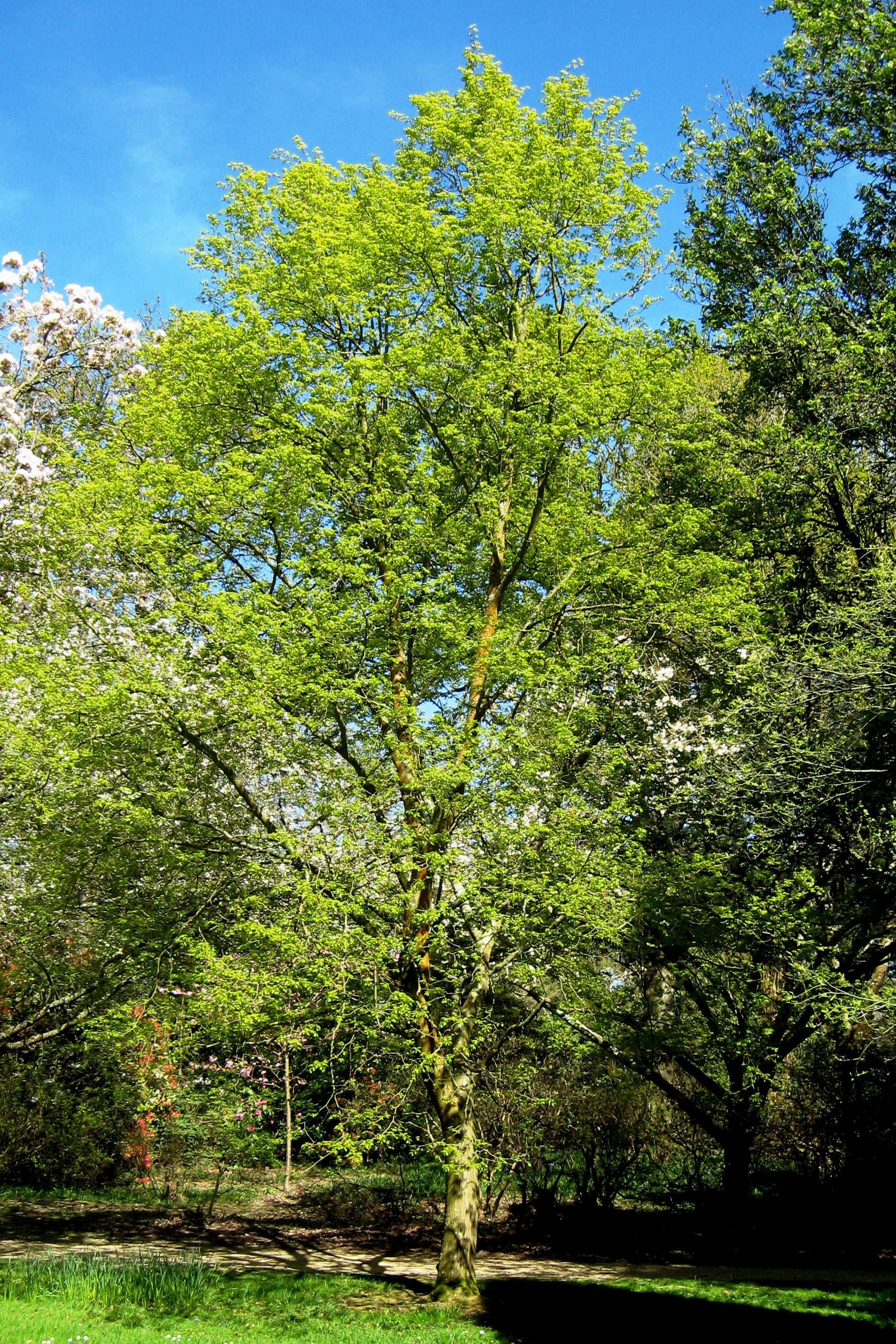
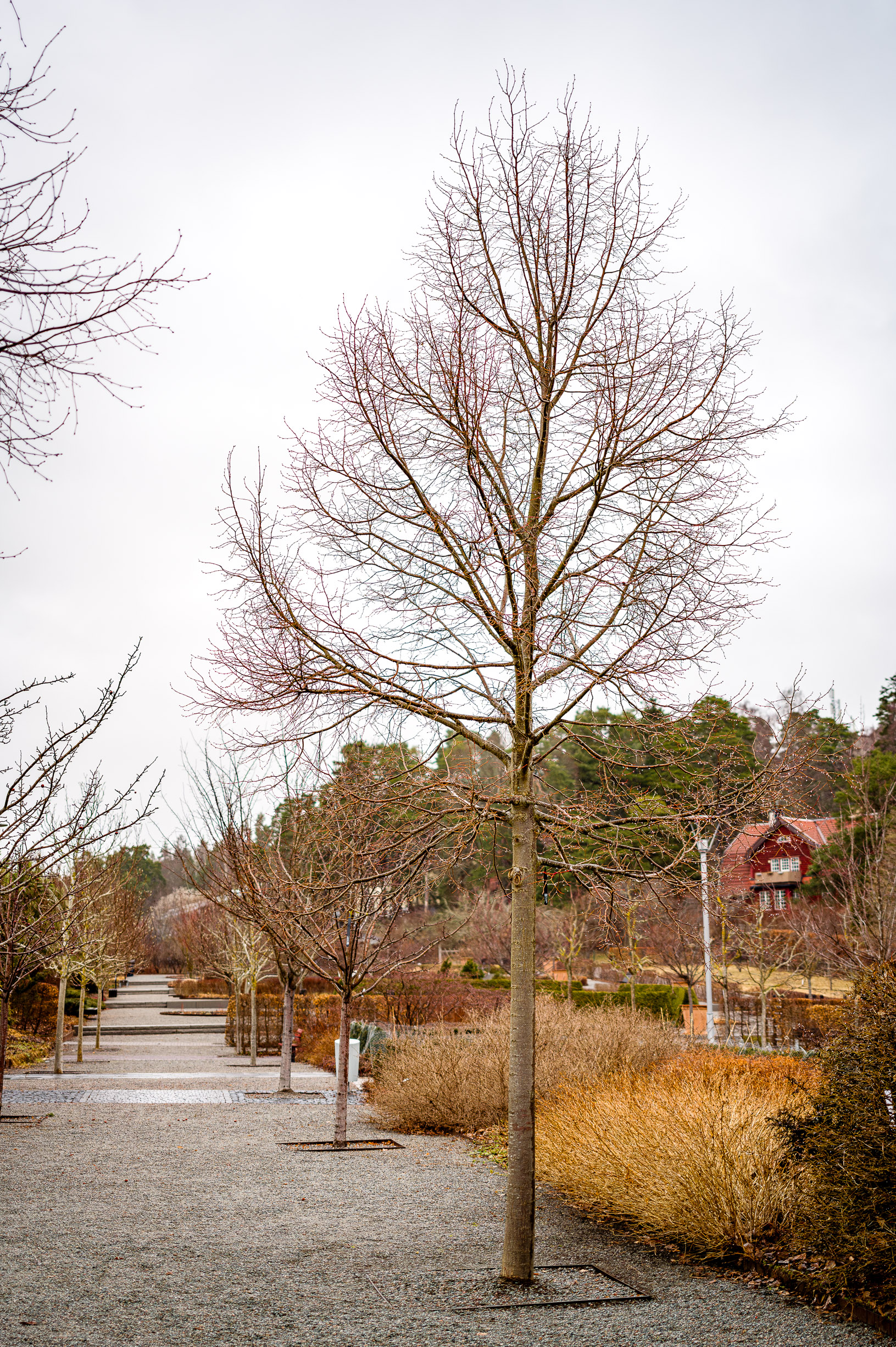